# Ljapis Trubetskoj
Ljapis Trubetskoj (ry: Ляпис Трубецкой, en: Lyapis Trubetskoy) är ett vitryskt rockband bildat 1990 i Minsk av studenten Sergej Michalok.

## Historik
Med sin udda mix av punkrock, ska och reggae samt sångaren Sergej Michaloks karaktäristiska sång har bandet sedan slutet av 1990-talet haft stora framgångar i de forna sovjetrepublikerna. Ofta har sångtexterna haft ett humoristiskt innehåll, men på de senaste albumen "Kapital", "Manifest" och "KultProSvet" har man även i vissa fall ett klart politiskt innehåll. I videon till låten Kapital ser man Vitrysslands president Aleksandr Lukasjenko figurera tillsammans med bl.a. Hugo Chávez, Fidel Castro och Kim Il Sung vilka alla sägs ha Karl Marx som PR-manager.
Sångaren Sergej Michalok är i allmänhet författare till bandets låtar, som oftast är skrivna på ryska och endast i undantagsfall på vitryska. 
På albumet Zalotyje jajtsy (Золотые яйцы) från 2004 finns en cover på låten "Ten o'clock postman" av Secret Service, dock med ny text på ryska av Michalok (Почтальоны – Potjtalony).

## Medlemmar
- Sergej Michalok (Сергей Михалок): sång
- Pavel Bulatnikov (Павел Булатников): sång, tamburin
- Ruslan Vladyko (Руслан Владыко): gitarr
- Denis Sturtjenko (Денис Стурченко): bas
- Pavel Kuzjukovitj (Павел Кузюкович): valthorn, trumpet
- Ivan Galusjko (Иван Галушко): trombon
- Aleksandr Storozjuk (Александр Сторожук): slagverk

## Diskografi
- 1995 Любови капец! – Live '95
- 1996 Ранетое сердце
- 1997 Смяротнае вяселле
- 1998 Ты кинула
- 1998 Любови капец: архивные записи 1992–1995 (samling)
- 1999 Красота
- 1999 Ляписденс
- 2000 Всем девчонкам нравится
- 2000 Тяжкий
- 2001 Юность
- 2001 Ляписденс - 2
- 2003 Чырвоны кальсоны (maxi-singel)
- 2004 Золотые яйцы
- 2004 Аргентина
- 2006 Мужчины не плачут (soundtrack)
- 2007 Капитал
- 2008 Manifest
- 2009 Культпросвет
- 2010 Agitpop (samling)
- 2011 Весёлые картинки
- 2012 Рабкор
- 2013 Грай
- 2014 Матрёшка